# HMS E32
Pour les articles homonymes, voir E32.
Le HMS E32 est un sous-marin britannique de classe E construit pour la Royal Navy par J. Samuel White à Cowes sur l’île de Wight. Il est lancé le 16 août 1916 et mis en service en octobre 1916. Le HMS E32 est vendu à Sunderland le 6 septembre 1922.

## Conception
Comme tous les sous-marins de la classe E postérieurs au E8, le E32 avait un déplacement de 662 tonnes longues (730 tonnes courtes) en surface et de 807 tonnes longues (890 tonnes courtes) en immersion. Il avait une longueur totale de 55 m et un maître-bau de 6,92 m. Il était propulsé par deux moteurs Diesel Vickers huit cylindres à deux temps de 800 chevaux (600 kW) et moteurs électriques deux moteurs électriques de 420 chevaux (310 kW),.
Le sous-marin avait une vitesse maximale de 16 nœuds (30 km/h) en surface et de 10 nœuds (19 km/h) en immersion. Les sous-marins britanniques de la classe E avaient une capacité en carburant de 50 tonnes longues (55 tonnes courtes) de gazole, et une autonomie de 2 829 milles marins (5 238 km) lorsqu’ils faisaient route à 10 nœuds (19 km/h). Ils pouvaient naviguer sous l’eau pendant cinq heures en se déplaçant à 5 nœuds (9,3 km/h).
Le E32 était armé d’un canon de pont de 12 livres QF (Quick Firing) de 3 pouces (76 mm) monté vers l’avant du kiosque. Il avait cinq tubes lance-torpilles de 18 pouces (457 mm), deux à l’avant, un de chaque côté à mi-longueur du navire et un à l’arrière. Au total, 10 torpilles étaient emportées à bord.
Les sous-marins de la classe E avaient la télégraphie sans fil d’une puissance nominale de 1 kilowatt. Sur certains sous-marins, ces systèmes ont par la suite été mis à niveau à 3 kilowatts en retirant un tube lance-torpilles du milieu du navire. Leur profondeur maximale de plongée théorique était de 100 pieds (30 mètres). Cependant, en service, certaines unités ont atteint des profondeurs supérieures à 200 pieds (61 mètres). Certains sous-marins contenaient des oscillateurs Fessenden.
Leur équipage était composé de trois officiers et 28 hommes.

## Engagements
Le E32 a été construit par J. Samuel White à leur chantier naval de Cowes, île de Wight. Il a été lancé le 16 août 1916 et achevé en octobre 1916 .
En novembre 1916, le E32 est affecté à la neuvième flottille sous-marine, qui fait partie de la Harwich Force. En février 1917, le E32 est l’un des sous-marins qui se déploient avec le navire-dépôt HMS Vulcan pour des patrouilles anti-sous-marines au large d’Eagle Island. Les patrouilles en mer d'Irlande se poursuivent. Le 8 mars, le E32 repère un U-boot, mais le sous-marin allemand s’échappe en surface, sa vitesse dépassant celle du E32 .
Le 5 avril 1917, le E32 opère avec le navire-leurre Q.13 (le sloop Aubrietia), lorsque le navire marchand Benheather est torpillé par le sous-marin allemand U-46, mais ne coule pas immédiatement. Le E32 a attendu à côté de l’épave du Benheather, qui flottait encore, que l'U-46 s’approche. Lorsque le sous-marin allemand fut assez proche, le E32 a tiré sur lui trois torpilles, qui ont manqué leur cible.